# Goeldichironomus carus
Goeldichironomus carus är en tvåvingeart som först beskrevs av Henry Keith Townes, Jr. 1945.  Goeldichironomus carus ingår i släktet Goeldichironomus och familjen fjädermyggor. Inga underarter finns listade i Catalogue of Life.